# UAZ Hunter

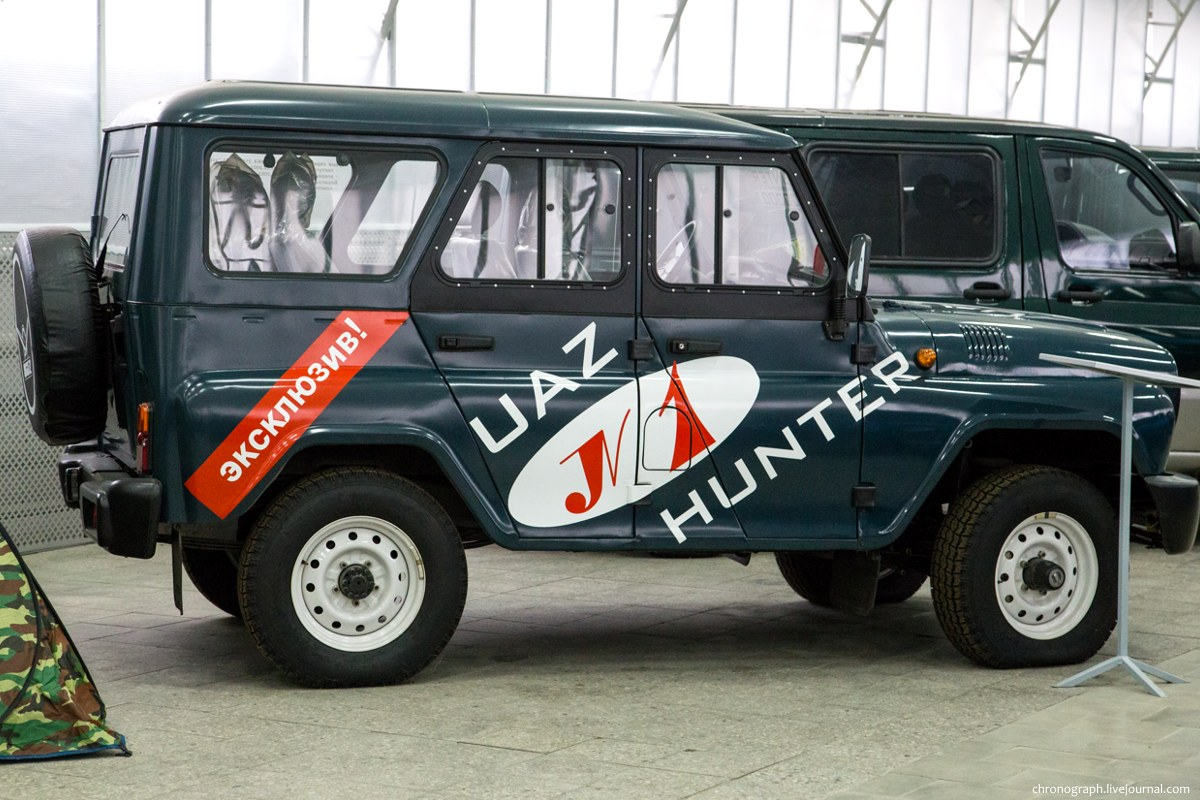
UAZ Hunter mit der Fahrgestellnummer 00001 im UAZ-Werksmuseum

Der UAZ Hunter (russisch УАЗ Хантер), nach dem Bezeichnungssystem russischer Kraftfahrzeuge auch UAZ-315195, ist ein russischer Geländewagen. Das Auto, das eine Weiterentwicklung der Modelle UAZ-469 und UAZ-3151 darstellt, wird seit 2003 vom Uljanowski Awtomobilny Sawod gebaut.

## Geschichte
Am 19. November 2003 begann das Automobilwerk Uljanowsk mit der Serienproduktion des UAZ Hunter. Es ersetzte in der Fertigung die Vorgängermodelle UAZ-31512, UAZ-31514 und UAZ-31519, also verschiedene modernisierte Modellvarianten des von 1972 bis 2007 produzierten UAZ-469.
Im Frühjahr 2014 gab die Werksleitung bekannt, dass die Produktion des Wagens eingestellt werde, da er als veraltet gelte. Im Februar 2015 wurde jedoch beschlossen, die Produktion des aktualisierten Hunter wieder aufzunehmen, der die Umweltnorm Euro-5 und modernere Sicherheitsanforderungen erfüllt.
Die russische Typgenehmigung des UAZ Hunter war nur bis 2022 gültig, deshalb wurde der Geländewagen 2019 in die Fahrzeugkategorie N1G (leichter, geländegängiger Lkw) umklassifiziert. Hintergrund war, dass so technische Vorschriften umgangen werden konnten, die einen Airbag verpflichtend vorgeschrieben hätten. In diesem Zuge erhielt das Fahrzeug den Index UAZ-2924.
Im Jahr 2022 erschien eine auf 50 Exemplare limitierte Auflage der Hunter-Jubiläumsversion, die dem 50. Jubiläum des Modells gewidmet ist. Ab Ende 2023 wurde das Modell mit zweifarbigen orange-weißen Seitenlichtern ausgestattet. Bis dahin gab es weiße Streuscheiben mit orangen Leuchtmitteln für die Blinker.

## Beschreibung
Der UAZ Hunter ist eine Weiterentwicklung der zweiten Generation der Geländewagen UAZ-469 und UAZ-3151. Äußere Unterschiede gegenüber dem UAZ-469 sind insbesondere schwarze Fensterrahmen mit Nieten, seitliche Schiebefenstergläser, Kunststoffverkleidung am Kühlergrill, andere Stoßfänger, andere Reserveradhalterung und die einteilige Heckklappe mit Scharnier.
Seit Frühjahr 2019 ist das Basismodell mit ABS, einem ERA-GLONASS-Modul und Achsen vom Typ „Spicer“ von Dana Incorporated ausgestattet.

### Motor
Der 2003 erschienene UAZ Hunter erhielt neben geringfügigen äußerlichen Unterschieden einen anderen Motor, für den sogar der Rahmen neu konstruiert werden musste: den ZMZ-409 mit 16 Ventilen, verteilter Einspritzung und elektronischer Steuerung. Einige Hunter wurden noch mit dem alten UMZ-421-Motor ausgestattet. Der neue ZMZ-409-Motor ist schwerer (190 kg gegenüber 170 kg des UMZ-421) und stellt höhere Anforderungen an die Kraftstoffqualität. Seit Ende 2005 steht den beiden Benzinmotoren zusätzlich ein ZMZ-Dieselmotor zur Seite. Es gab auch Optionen mit dem Einbau eines Turbodiesels ZMZ-514, manchmal wurden ausländische Dieselmotoren verwendet, dennoch wurde der Großteil der Fahrzeuge mit dem Benziner ZMZ-409 ausgerüstet.
Bis zum 1. November 2024 war der UAZ Hunter mit einem ZMZ-40911-Motor mit der Abgasnorm Euro 2, einer Leistung von 112,2 PS und einem Drehmoment von 198 Nm erhältlich. Danach wurde das Fahrzeug mit einem Saugmotor ZMZ-40905 PRO ausgestattet, der bei einer Leistung von 149,6 PS und einem Drehmoment von 235 Nm die Abgasnorm Euro 5 erfüllt. Der gleiche Motor wird bei den Modellen UAZ Patriot, UAZ Pickup und UAZ Profi verwendet.

### Getriebe
Seit dem Frühjahr 2019 hat das Basismodell ein koreanisches 5-Gang-Schaltgetriebe von Dymos, das vorher wahlweise als Alternative zu den Schaltgetrieben aus Arzamas und Uljanowsk eingebaut wurde.
Wie die Zeitschrift Autoreview schrieb, bot „TD UAZ Motors“ im Jahr 2018 ein Automatikgetriebe Aisin 30-40LE (A340) für das Modell an, das im Auftrag des libanesischen Unternehmens Ultimate Fahed entwickelt worden war. Dieses Automatikgetriebe wurde in sechs Autos eingebaut, der Einbau in Russland ist auf Anfrage möglich.
Das Verteilergetriebe hat zwei Gänge, die Übersetzung beträgt im Straßengang 1 : 1, im Geländegang 1 : 1,94.

### Fahrwerk
Beide Achsen des Geländewagens sind Starrachsen. Die Vorderachse ist an Spiralfedern, doppeltwirkenden hydraulischen Teleskopstoßdämpfern sowie zwei Längs- und einem Querlenker aufgehängt. Außerdem ist ein Stabilisator eingebaut. Die Hinterachse ist an zwei halbelliptischen Längsblattfedern mit hydraulischen, doppeltwirkenden Teleskopstoßdämpfern aufgehängt.
Die Vorderradbremsen sind belüftete Scheibenbremsen mit zwei Kolben und Schwimmsattel, die Hinterradbremsen sind Trommelbremsen mit einem Radbremszylinder und automatischer Nachstellung der Bremsbeläge.

## Varianten und Modifikationen

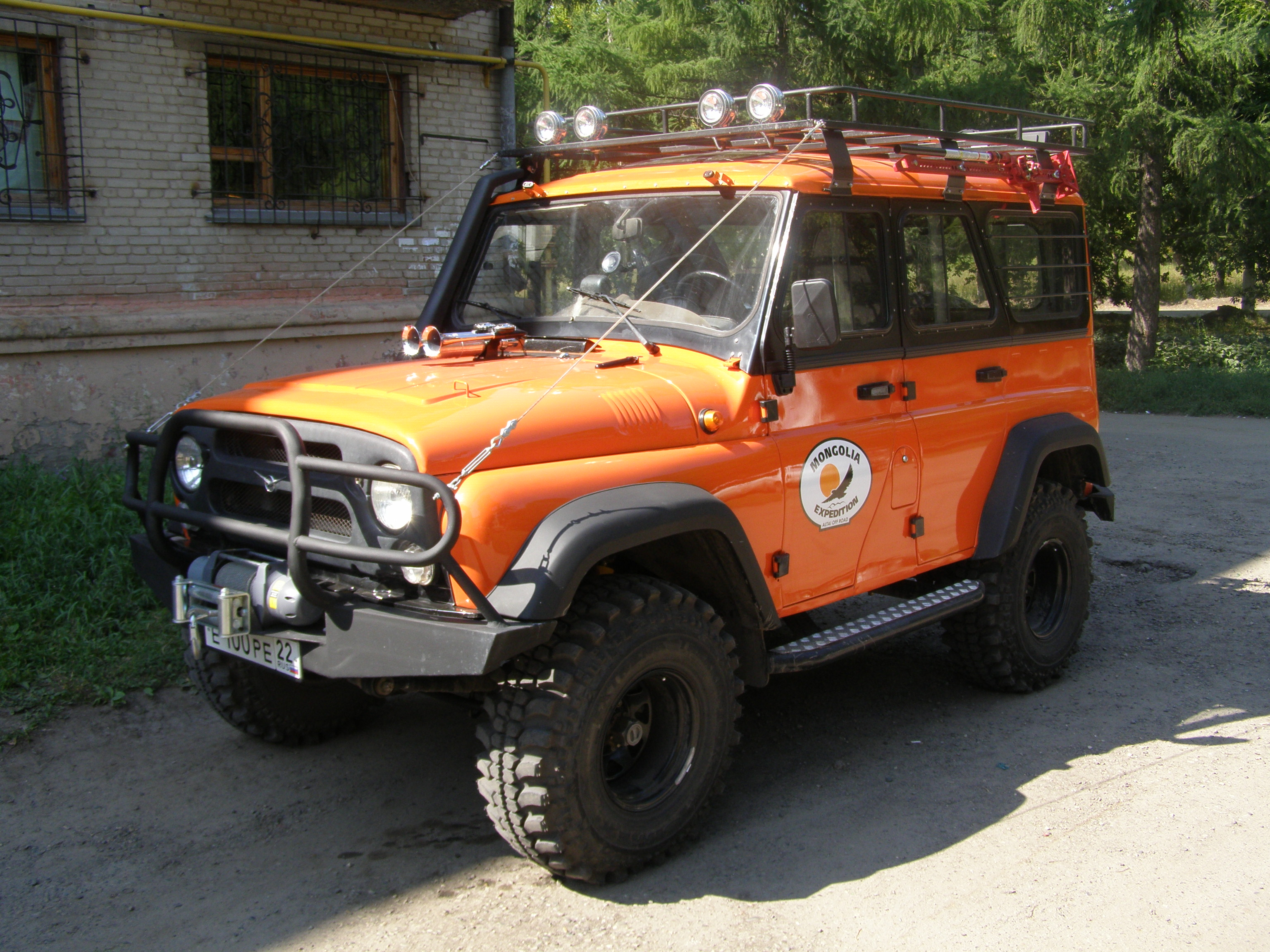
UAZ-Hunter mit Seilwinde während einer Expedition in die Mongolei (2008)

- Hunter Classic ist eine Version mit Metallstoßstangen und einer Heckklappe; Kunststoffverkleidungen an der Karosserie fehlen.
- Im Jahr 2015 erschien eine limitierte Auflage der „Victory Series“, die dem 70. Jahrestag des Sieges im Großen Vaterländischen Krieg gewidmet ist. Die Seitenwände dieser Fahrzeuge sind mit Airbrush-Technik bemalt, ähnlich dem Design auf dem Rumpf von Titarenkos Flugzeug, dem Hauptcharakter des sowjetischen Kultfilms „Erfahrene Hasen des Geschwaders“, zudem wurden mattgrüne Namensschilder „Victory Series“ ergänzt.[5][6]
- UAZ Hunter Devolro ist eine getunte amerikanische Version.[7]
- Im Jahr 2017 wurden 469 Exemplare der Sonderedition „Jubilee“ anlässlich des 45-jährigen Jubiläums seit Beginn der Serienproduktion des UAZ-469 hergestellt. Die Version war dreifarbig lackiert: unten grün, oben schwarz und Dach weiß, und die Hecktür war im klassischen Stil mit zwei Faltklappen gestaltet.
- Im Jahr 2019 wurde eine Sonderedition „Expedition“ in leuchtendem Orange mit zusätzlicher Ausstattung herausgebracht: einem Frontbügel, verstärktem Stoßfänger und Schweller, einem Dachgepäckträger, einer elektrischen Seilwinde und einer Anhängerkupplung. Zur Serienausstattung gehören eine klappbare Heckklappe anstelle einer Flügeltür sowie vergrößerte hintere Radkästen.[8]
- Im Jahr 2020 entwickelte das tschechische Unternehmen MW Motors eine Elektroversion des Autos und eine Rechtslenkerversion, die in der zweiten Hälfte des Jahres 2020 unter dem Namen MWM Spartan in Europa und Großbritannien auf den Markt kommen sollte.

## Verkaufszahlen
| Jahr   | 2014 | 2015 | 2016 | 2017 | 2018 | 2019 | 2020 | 2021 | 2022 | 2023 | 2024 |
| ------ | ---- | ---- | ---- | ---- | ---- | ---- | ---- | ---- | ---- | ---- | ---- |
| Anzahl | 3740 | 3564 | 3591 | 1678 | 1445 | 1059 | 0999 | 0526 | 0558 | 1037 | 0536 |